# Zirona Piccola
Zirona Piccola (in croato Drvenik Mali) è un'isola della Dalmazia, in Croazia. L'isola appartiene all'arcipelago di Traù e fa parte delle isole dalmatine centrali (Srednjodalmatinski). Amministrativamente è inclusa nella regione spalatino-dalmata. La popolazione dell'isola ammontava nel 2011 a 87 abitanti, suddivisi nei piccoli abitati di Bora (Borak), Rina Grande o Vella Rina (Vela Rina), Zirona Piccola (Petomavar), Dolici e Kuknara, tutti nella parte orientale dell'isola.

## Geografia
Zirona Piccola si trova a ovest di Zirona Grande, a sud-ovest dell'isola di Bua e della città di Traù (Trogir), da cui dista circa 15 km. È situata a sud di Porto Rosso (uvala Riševo velo) che si trova sulla costa dalmata al di là del canale di Zirona, della Zirona o delle Zirone (Drvenički kanal). Lo stretto di Zirona o Bocca della Zirona (Drvenička Vrata) invece la separa a est da Zirona Grande.
L'isola ha una superficie di 3,43 km², lo sviluppo costiero è di 12,024 km, l'elevazione massima è quella del monte Glavica, 78,9 m s.l.m., che si trova a ovest. Ha una forma irregolare, con varie insenature su ogni lato, racchiuse tra diverse punte: punta Petrosa (rt Pasike) e punta Tativih (rt Tetivik) a nord; Cocconara (rt Kuknara) a est; punta Kružić a sud-est; Vanisca (rt Kalafat) a sud; Papa (rt Rat) a ovest.
La costa dell'isola è rocciosa ad eccezione di valle Rina Grande (uvala Vela Rina) che si apre a sud-ovest e ha una grande spiaggia sabbiosa. Altre insenature sono: valle Bora o porto Borach (luka Borak), il maggiore porto dell'isola, racchiusa tra punta Tativih e Cocconara; valle Garbin (uvala Gabrine) tra punta Cocconara e Kružić; e valle Rina piccola (uvala Mala rina) a nord-ovest. Sull'isola ci sono due piccoli fari che emettono segnali luminosi, uno nel porto di Bora e uno a punta Petrosa.
L'isola è ricca di ulivi e carrubi

### Isole adiacenti
- Malta[4][16][17] (Malta), scoglio all'ingresso settentrionale dello stretto di Zirona e alla distanza di circa 1 M a nord-est di valle Bora 43°27′14″N 16°06′43″E.
- Zirona Grande (Drvenik Veli), a est, separata dallo stretto di Zirona.
- Sant'Arcangelo (Arkanđel), a nord-ovest, vicino alla costa dalmata, è il maggiore di un gruppo di isolotti che appartengono al comune di Bossoglina.

### Cartografia
- (HR) Mappa topografica della Croazia 1:25000, su preglednik.arkod.hr. URL consultato il 29 dicembre 2016.
- G. Giani, Carta prospettiva delle Comuni censuarie della Dalmazia, foglio 8, 1839. Fondo Miscellanea cartografica catastale, Archivio di Stato di Trieste.